# Římskokatolická farnost Kameničky
Římskokatolická farnost Kameničky je územním společenstvím římských katolíků v rámci chrudimského vikariátu královéhradecké diecéze.

## O farnosti

### Historie
První zpráva o kostele v Kameničkách je z roku 1250. O sto let později je v Registra decimarum papalinum uváděna místní plebánie ve výčtu litomyšlské diecéze. Později místní duchovní správa zanikla a obnovena byla až v roce 1789, kdy zde byla ustavena lokálie. Z té byla v roce 1855 opětovně vytvořena samostatná farnost.

### Současnost
Farnost má sídelního duchovního správce, který spravuje pouze tuto jedinou farnost.
| Kostel                     | Místo     | Bohoslužba                 | Bohoslužba                 | Poznámka     |
| -------------------------- | --------- | -------------------------- | -------------------------- | ------------ |
| Kaple sv. Václava          | Jeníkov   | úterý čtvrtek              | 17.00 v zimě, 18.00 v létě | kaple        |
| Kostel Nejsvětější Trojice | Kameničky | neděle středa pátek sobota | 7.30 a 10.30 17.45 7.30    | farní kostel |